# Ampthill Rugby Union Football Club
Maillots
Actualités
Ampthill Rugby Union Football Club, est un club de rugby à XV fondé en 1881, basé à Ampthill, dans le Bedfordshire. Il joue actuellement en RFU Championship, c’est-à-dire la deuxième division anglaise.

## Histoire
En 2012, le directeur Mark Lavery annonce l'arrivée d'un nouvel entraîneur, l'ancien international gallois Paul Turner, attiré par les ambitions du club. Lors de sa première saison à la tête d'Ampthill, il assure la promotion de celui-ci en division 4 (National 2 South). La saison suivante, le club perd en play-off, mais parvient à monter en D3 un an plus tard. 
Vainqueurs de la division 3 en 2018-2019, l'équipe première d'Ampthill de 2019-2020 figure quatre internationaux tongiens que sont les avants Maama Molitika, Aleki Lutui, Soane Tonga'uiha et Paino Kelekolio Hehea.

## Joueurs passés par le club
Voir cette catégorie : Joueur du Ampthill RUFC.

## Palmarès
- Championnat d'Angleterre de D3 (National League 1) : 2019